# Sano
Pour les articles homonymes, voir Sano (homonymie).
Sano (佐野市, Sano-shi) est une ville située dans la préfecture de Tochigi au Japon.

## Géographie

### Situation
Sano est située dans le sud-ouest de la préfecture de Tochigi.

### Municipalités limitrophes
| Kiryū    | Midori           | Kanuma  |
| Ashikaga | Sano             | Tochigi |
| Ashikaga | Ōra, Tatebayashi | Tochigi |

### Démographie
En avril 2020, la population de Sano s'élevait à 117 706 habitants, répartis sur une superficie de 356,04 km2.

### Climat
Sano a un climat subtropical humide caractérisé par des étés chauds et des hivers froids avec de fortes chutes de neige. La température annuelle moyenne est de 14,5 °C. Les précipitations annuelles moyennes sont de 1 258,0 mm, juillet étant le mois le plus humide.

## Histoire
Sano s'est développée à l'époque d'Edo au cœur du domaine de Sano. Le bourg de Sano est créé le 1er avril 1889. Sano obtient le statut de ville le 1er avril 1943.

## Culture locale et patrimoine
- ruines du château de Karasawayama

## Transports
Sano est desservie par les lignes ferroviaires Ryōmō et Tōbu Sano. La gare de Sano est la principale gare de la ville.

## Jumelages
- Hikone (Japon)
- Ashiya (Japon)
- Quzhou (Chine)

## Personnalité liée à la commune
- Shōzō Tanaka (1841–1913), polticien